# Лика (ријека)
Лика је ријека понорница у Лици, у Републици Хрватској. Извире под Велебитом, у близини насеља Медак, а понире код Доњег Косиња.

## Одлике
Њен површински ток тече кроз Личко поље. Приближна површина слива ријеке Лике износи 1.014 km². Извире у подножју Велебита на надморској висини око 600 метара. Лика је највећа личка понорница с дужином од 77 km, а по дужини тока је друга по величини понорница у Европи. Главни лијеви притоци су Новчица и Отешица, док су главни десни притоци Гламочница и Јадова. Осим наведених, Лика прима и велики број мањих притока. У кањону Лике у Личком пољу је саграђена брана акумулационог језера Крушчица. Лика је одсјечена од понора у Липову пољу у којима је понирала спојена с ријеком Гацком.